# ریک شابن
ریک شابن (هلندی: Riek Schagen; ۱۵ نوامبر ۱۹۱۳ – ۱۴ ژوئیهٔ ۲۰۰۸) هنرپیشه، نقاشی اهل هلند بود.